# Nematanthus fornix
Nematanthus fornix är en tvåhjärtbladig växtart som först beskrevs av Vell., och fick sitt nu gällande namn av Chautems. Nematanthus fornix ingår i släktet Nematanthus och familjen Gesneriaceae. Inga underarter finns listade i Catalogue of Life.